# Józefina Amalia Potocka

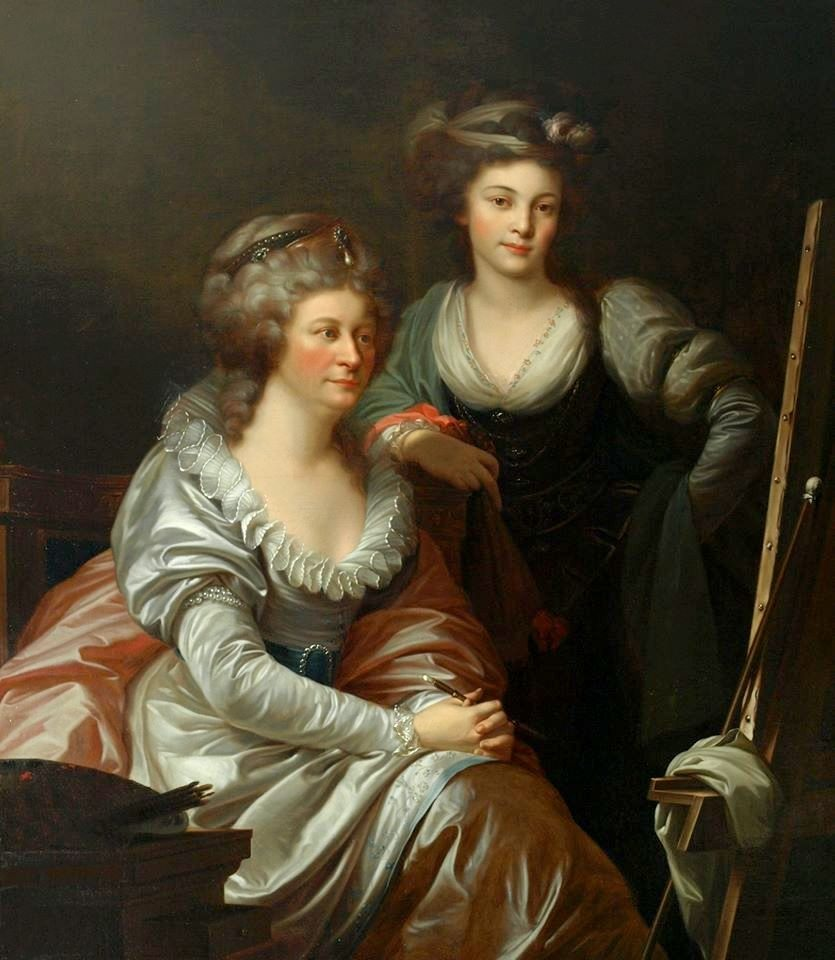
Jan Chrzciciel Lampi, Józefina Amalia Potocka z córką Pelagią

Józefina Amalia Potocka z Mniszchów (ur. 29 sierpnia 1752, zm. w październiku 1798 w Petersburgu) – polska malarka amatorka, kolekcjonerka obrazów.

## Życiorys
Córka Jerzego Augusta Mniszcha i Marii Amalii  z Brühlów (1737–1772 w Dukli).
Przyszły mąż Józefiny, Stanisław Szczęsny Potocki, ślub greckokatolicki ukrywany przed Potockimi wziął z Gertrudą z Komorowskich w Niestanicach, 16 grudnia 1770.
Matce Józefiny – Amalii Mniszchowej przypisywane jest zorganizowanie 13 lutego 1771, wspólnie z Potockimi, zamachu na pierwszą żonę młodego (18-letniego wówczas) Szczęsnego Potockiego – Gertrudę z Komorowskich w związku z tym, że małżeństwo z Potockim Mniszchowie i Potoccy planowali dla Józefiny. Zamachu dokonano we włościach Mniszchów, w okolicach Dukli. Rok później w wieku 35 lat zmarła Amalia – według wersji oficjalnie ogłoszonej przez rodzinę na gruźlicę, inna wersja mówi, że po zażyciu trucizny.
Dwa lata po śmierci matki, 1 grudnia 1774, w Dukli, Józefina Mniszchówna wyszła za mąż za tak pożądanego dla niej przez rodziców Stanisława Szczęsnego Potockiego, wówczas już wdowca po zmarłej Gertrudzie. Mieli jedenaścioro dzieci, ale tylko trojgu przypisuje się ojcostwo Stanisława Szczęsnego. Józefina Amalia miała wiele romansów, ojcem kilkorga dzieci miał być, przywieziony jeszcze z Dukli, Józef Klembowski (Kłębowski), pełniący funkcję marszałka dworu Potockiej. Później jej amantami byli: Dzierżański, pułkownik regimentu targowickiego, domniemany ojciec Idalii, i Tadeusz Mossakowski, dowódca milicji nadwornej w Tulczynie.
Przebywając w 1793 roku w Sankt Petersburgu, Szczęsny spotkał małżonkę, Józefinę Amalię, z którą nie żył od pewnego czasu. Porozumiał się z nią w sprawach majątkowych i w zamian za przekazanie jej w zarząd wszystkich majątków otrzymywał rentę w wysokości 900 tysięcy złotych polskich.
Na początku 1798 r. sąd biskupi (konsystorski) w Kamieńcu Podolskim ogłosił rozwód Stanisława z Józefiną, która zmarła w październiku w Petersburgu.
Jej dzieci to: 
- Pelagia Róża (1775–1846), której mężami byli kolejno gen. Franciszek Sapieha-Rożański (1772–1829) i Paweł Sapieha (1781–1855), obaj h. Lis
- Szczęsny Jerzy Potocki (1776–1809), zmarł  na gruźlicę jako kawaler (w Tarbes we Francji).
- Wiktoria (1779–1826), której mężem był od 1801 Oktawiusz Antoine de Choiseul-Gouffier (1773–1840), rozwiedzeni w 1821, potem żona gen. Aleksieja Mikołajewicza Bachmetiewa
- Ludwika (1779–1850), której mężem był płk Józef Dominik Korwin Kossakowski h. Ślepowron (1771–1840) – łowczy wielki litewski
- Róża (1780–1862), której mężem był Antoni Norbert Robert Potocki, h. Pilawa (1780–1850), rozwiedzeni; od 1813 żona Władysława Grzegorza Branickiego (1783–1843)
- Konstancja (1781–1852), której mężem był Edward Raczyński h. Nałęcz (1786–1845)
- Stanisław (1782–1831), którego żoną była Katarzyna Branicka h. Korczak
- Jarosław (1784–1838) w Peczarze na Podolu, którego żoną była Maria Beydo-Rzewuska h. Krzywda (1786–1832)
- Oktawia (1786–1842), której mężem był Jan Nepomucen Świejkowski z Kołodna h. Trzaska
- Włodzimierz (1789–1812), którego żoną była ks. Tekla Sanguszko h. Pogoń Litewska
- Idalia (1792–1859), której mężem był Mikołaj Sapieha h. Lis